# Alcithoe flemingi
Alcithoe flemingi is een slakkensoort uit de familie van de Volutidae. De wetenschappelijke naam van de soort is voor het eerst geldig gepubliceerd in 1978 door Dell.